# ECMAScript
ECMAScript er et script-programmeringssprog, standardiseret af Ecma International i ECMA-262 specifikationen.
Sproget bliver brugt i stor udstrækning på nettet og ofte refereret til som JavaScript og JScript, selvom disse to sprog er selvstændige og mere specifikke.
For at forstå sammenhængen mellem angivne scripts, vil det være nyttigt at sætte sig ind i EMCAScripts historie.